# デスモセラス科
デスモセラス科（学名：Desmoceratidae）は、アンモナイト亜目デスモセラス上科に属する科。アンモナイトは、頭足類のツツイカ、ベレムナイト、タコ、コウイカ、さらに遠縁のオウムガイと関連のある、殻を持つ頭足類の絶滅した分類群であり、前期白亜紀（後期バランギニアン）から後期白亜紀（前期マーストリヒチアン）の間に生息していた。